# امین تیقازویی
امین تیقازویی (انگلیسی: Amin Tighazoui؛ زادهٔ ۲۰ آوریل ۱۹۸۹) بازیکن فوتبال اهل مراکش است.
از باشگاه‌هایی که در آن بازی کرده‌است می‌توان به باشگاه فوتبال فادوتس، باشگاه فوتبال الوداد کازابلانکا، و باشگاه فوتبال المپیک خریبکه اشاره کرد.